# Géant de Cardiff

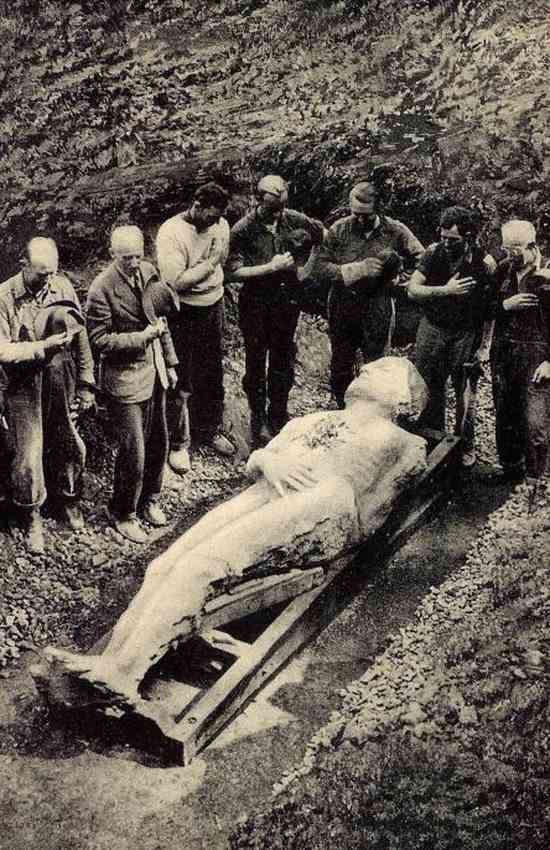
Exhumation du géant de Cardiff en octobre 1869.

Le géant de Cardiff est un canular archéologique visant à faire croire à la découverte d'un squelette de géant à Cardiff dans l'État de New York en 1869. La supercherie fut rapidement révélée mais le pseudo-squelette connut pour autant un grand succès auprès du public.

## Découverte

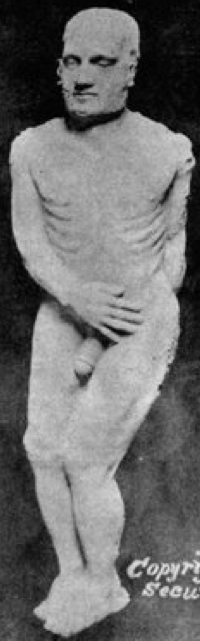
Le géant de Cardiff (1869).

Le soi-disant squelette fut découvert le 5 octobre 1869 par des puisatiers qui creusaient un puits sur le terrain d'un fermier nommé William C. Newell à Cardiff dans l'État de New York. Le squelette, haut de 3 m, fut reconnu comme étant celui d'un géant. William C. Newell fit installer une tente au dessus de la découverte et fit payer les visiteurs qui se pressaient pour voir la découverte désormais dénommée le « géant de Cardiff ». Le droit d'entrée fut initialement fixé à 25 cents puis, devant le succès de l'opération, à 50 cents à partir du deuxième jour. En novembre 1869, plus de douze mille visiteurs étaient déjà venus le voir. La pseudo-découverte fut achetée 37 500 dollars et transportée dans la ville de Syracuse afin de l'exposer au plus grand nombre. Bien qu'Andrew Dickson White puis Othniel C. Marsh, un éminent le paléontologue de l'Université de Yale, vinrent tour à tour voir la « découverte » et déclarèrent tous deux qu'il s'agissait d'une supercherie, le squelette poursuivit sa tournée triomphale jusqu'à Boston où le célèbre poète Ralph Waldo Emerson déclara après l'avoir vu qu'il était « indubitablement ancien ».
Le 14 décembre 1869, Georges Hull, beau-frère de William C. Newell, avoua être l'auteur du canular. Hull en eût l’idée après avoir eu une discussion particulièrement âpre avec un révérend méthodiste, dénommé Turk, qui affirmait que les géants mentionnés dans la Genèse avaient réellement existé. Hull, qui était athée, déclara plus tard avoir passé la nuit à « se demander pourquoi les gens croient à ces histoires remarquables de géants dans la Bible, quand soudain j'ai pensé à fabriquer un géant de pierre et à le faire passer pour un homme pétrifié » . Hull déclara que le pseudo-squelette avait été sculpté dans un bloc de gypse à Chicago, puis martelé et vieilli avec de l'acide avant d'être transporté à Cardiff. Hull et Newell l’ensevelirent en novembre 1868 puis Newell attendit un an avant de demander aux puisatiers de creuser un puits là où la statue avait été enterrée. 
Malgré cet aveu, P. T. Barnum proposa 50 000 dollars à Hull et Newell pour leur acheter le pseudo-squelette afin de l'exposer au public à New York. Face à leur refus, Barnum fit réaliser une copie du pseudo-squelette et l'exposition de celle-ci à New York connut un grand succès. Hull et Newell envisagèrent un instant de poursuivre Barnum en justice pour plagiat puis renoncèrent. Bien que le géant de Cardiff fut désormais reconnu comme un faux créé de toutes pièces, Alexandrer McWhorter, professeur au Yale College, déclara qu'il s'agissait d'une statue antique, conservant des traces de polychromie et sur laquelle il avait identifié une inscription phénicienne en lien avec l'Atlantide.
En 1948, le Farmer's Museum de Cooperstown, New York acheta le pseudo-squelette du géant de Cardiff où il est encore exposé. La copie de Barnum est conservée au Marvin Marvelous Mechanical Museum près de Détroit.

## Postérité
Le géant de Cardiff a donné lieu à au moins une douzaine de canulars similaires. Le plus célèbre d'entre eux, connu sous le nom de « Solid Muldoon » fut également conçu par Hull. À partir d'un authentique squelette humain auquel il avait rajouté divers membres de singe, dont une queue, Hull réalisa un moulage constitué d'un mélange de poussière de roche, d'argile, de plâtre, d'os broyés, de sang et de viande. L'ensemble fut cuit au four pendant plusieurs jours avant d'être enterré aux environs de Beulah dans le Colorado. Son complice, William Conant, un ancien employé de Barnum, « découvrit » en 1876 le pseudo-fossile rapidement assimilé à celui d'un hominidé, qui fut surnommé « Solid Muldoon » en l'honneur de William Muldoon, homme fort et boxeur de l'époque. Une fois encore, Othniel C. Marsh démontra la supercherie et un ouvrier ayant contribué à la fabrication du faux squelette décrivit en détail son processus de fabrication.
En 1870, Mark Twain met en scène dans Une histoire de fantômes, le fantôme du géant de Cardiff qui veut se faire enterrer dans la ferme de Newell à Cardiff. Selon certains critiques littéraires, le canular aurait inspiré la nouvelle Le Humbug de Jules Verne, qui présente de nombreuses analogies avec la supercherie du géant de Cardiff.